# Misty Knight
Mercedes «Misty» Knight es un personaje  femenino que aparece en los cómics estadounidenses publicados por Marvel Comics. Creado por Tony Isabella y Arvell Jones, Knight fue mencionada por primera vez (por nombre) en Marvel Premiere #20 (enero de 1975) y apareció en el siguiente número.
Misty Knight es una ex oficial de policía de la policía de Nueva York cuyo brazo fue amputado tras un ataque con bomba. Después de recibir una prótesis biónica de Tony Stark, comenzó una agencia de investigación privada con su amiga cercana Colleen Wing. Las dos formarían más tarde el dúo de lucha contra el crimen, Hijas del Dragón. Como investigadoras privadas, Knight y Wing frecuentemente trabajan con los Héroes de Alquiler, Luke Cage y Puño de Hierro. A menudo se ve a Misty Knight en una relación romántica con este último. Ellos tuvieron el primer beso interracial entre superhéroes en los cómics convencionales en 1977. En 2013, Knight se convirtió en colíder del Valkyrior con Valkyrie en Fearless Defenders # 1 por Cullen Bunn y Will Sliney.
Simone Missick interpreta al personaje de la serie de televisión Luke Cage (2016-2018), The Defenders (2017) y en la segunda temporada de Iron Fist (2018).

## Historial de publicaciones

### Década de 1970
Misty Knight fue mencionada por primera vez en Marvel Premiere #20 (enero de 1975). Debutó en Marvel Premiere #21 (marzo de 1975), creada por el escritor Tony Isabella y el artista Arvell Jones.Una retcon posterior en Marvel Team-Up #64 de Chris Claremont y John Byrne revelaría que ella había aparecido previamente como un personaje sin nombre en Marvel Team-Up #1 (marzo de 1972), escrito por Roy Thomas y dibujado por Ross Andru. Apareció en la serie Deadly Hands of Kung-Fu de 1977 y en la serie Bizarre Adventures de 1981 del escritor Chris Claremont y el artista Marshall Rogers. Apareció en la serie Deathlok de 1991.

### Años 2000
Misty Knight apareció en la serie Daughters of the Dragon de 2005, del escritor Justin Gray, el escritor Jimmy Palmiotti y el artista Khari Evans.Apareció en la serie Heroes for Hire de 2006. Apareció en la serie Immortal Iron Fist del 2006. Apareció en la serie Shadowland del 2010. Apareció en la serie Fearless Defenders de 2013, del escritor Cullen Bunn y el artista Will Sliney. Apareció en la serie Black Panther & The Crew del 2017.

## Historia
Misty Knight era una estrella en ascenso con el Departamento de Policía de Nueva York (NYPD, por sus siglas en inglés) cuando se hirió gravemente y evitó un ataque con bomba que forzó la amputación de su brazo derecho. En lugar de aceptar un trabajo de escritorio, renunció a la fuerza policial, aunque siguió siendo una buena amiga de su compañero de mucho tiempo, Rafael Scarfe. Tony Stark le proporcionó un brazo biónico que le confirió su fuerza sobrehumana. Poco después, conoció a Spider-Man y luego Iron Fist. Misty compartió habitación con Marvel Girl, integrante de los X-Men, hasta que Marvel Girl volvió a su vida como X-Men.
Misty se asoció con su amiga Colleen Wing en la lucha contra el criminal Emil Vachon en el área de Hong Kong. Salvó a Colleen de un intento de violación. Luego creó una agencia de detectives privados con ella, a la cual llamó "Nightwing Restorations Ltd.".
Poco después de conocer a Iron Fist, se enamoró de él. Misty realizó trabajos encubiertos contra el señor del crimen John Bushmaster. Ayudó a Iron Fist, Spider-Man y Colleen Wing contra Davos, la Serpiente de Acero. Después de eso conoció a Luke Cage. La agencia de detectives de Misty ayudó a Luke Cage e Iron Fist en numerosos casos en rescatar a los cautivos de John Bushmaster, y consiguió una cinta de video que limpiaba la jaula de crímenes. Misty fue capturada y casi asesinada por Nightshade. Luego ayudó a los X-Men, Collen Wing y Sunspot contra "Moisés Magnum" en Japón. Luchó contra Sabretooth y luego luchó contra Constrictor y Sabretooth juntos, y fue rescatado por Anguila. Ella escapó del cautiverio y capturó a Ward Meachum. Colleen Wing más tarde rompió su amistad con Misty debido a la relación de Misty con Tyrone King. Misty rescató a Iron Fist de ahogarse, se reconcilió con él y terminó su relación con Tyrone King. Más tarde, cuando Iron Fist rompió con ella, Misty comenzó un breve romance con Power Man. Este episodio fue una fuente de tensión entre Power Man y Iron Fist durante un breve período.
Misty se enteró más tarde de la aparente desaparición de Iron Fist. Este fue dado por muerto durante un período prolongado, hasta que Misty vio a Super-Skrull suplantarlo en televisión. Misty pidió ayuda a Namor para encontrar y salvar al héroe. Se fueron a La Tierra Salvaje, donde se enteraron de que Super-Skrull había estado suplantando a Iron Fist. Misty, apoyada por Namor y Namorita, logra vencer a Super-Skrull. Ella y Danny Rand finalmente se reunieron y renovaron su relación.
Durante en Civil War de 2006, Iron Man, Reed Richards y Spider-Man contactaron a Misty Knight y Colleen Wing para volver a formar "Heroes for Hire" con el fin de rastrear a los superhumanos que se negaron a registrarse. Inicialmente vacilantes, la pareja finalmente acordó crear un equipo que incluye a Shang-Chi, Humbug, Orka, Black Cat, Paladin y una nueva Tarántula. Misty ha sido identificado como uno de los 142 superhéroes registrados que formarán parte de la Iniciativa.
Después del término de la Guerra Civil entre los superhéroes, Iron Fist se sorprendió al saber que Misty se había unido a la iniciativa, ya se había unido a Los Nuevos Vengadores. Sin embargo, cuando Serpiente de Acero y HYDRA planearon matar a Iron Fist y destruir las siete ciudades del cielo (este último sin el conocimiento de Serpiente de Acero), Misty y Colleen corrieron con Luke Cage en ayuda de Danny. Más tarde, los tres ayudaron a Danny a detener un ataque terrorista de Hydra, donde Danny dijo "Misty, te quiero... pero soy un novio pésimo". Aunque Danny dijo esto, continuaron una relación amorosa y finalmente se comprometieron en su cumpleaños, a pesar de su desacuerdo sobre el registro de superhumanos.
Al regresar de una misión para capturar a Chico Luna durante la historia de World War Hulk, Heroes for Hire llega a Nueva York para ver que ha sido tomado por Hulk. Después de ser capturado por Warbound, Colleen Wing y Tarántula fueron ofrecidos a No Name the Brood Queen por su poseído compañero de equipo Humbug. Misty hace un trato con Paladin para llevar a Chico Luna (a quien Colleen se había apegado) para encontrar tanto a Colleen como a Tarantula después de su captura. Cuando Misty y los otros héroes vienen a salvarlos, Colleen se encuentra en shock traumático por la tortura que sufrió; ella se agita aún más cuando Chico Luna es detenido por Paladín. Colleen, profundamente molesta por las acciones de su amiga, deja el grupo como resultado. Heroes for Hire se ha disuelto definitivamente después de esto. Misty se deprime debido a sus acciones que llevaron a la ruptura del grupo. Iron Man más tarde acude a ella para solicitar su ayuda para detener a los robots restantes de Hulk; a través de esto, ella fue capaz de superar sus errores.
Misty y Danny se mudan en Harlem. Danny le propone a Misty y ella acepta, después de eso ella le dice que está embarazada de su hijo. Desde entonces han descubierto que esto fue un embarazo falso, lo que causó una tensión en su relación. Deciden mudarse de su apartamento y vivir por separado, pero continúan su relación.
Después de la historia de 2010 "Shadowland", Misty, Colleen Wing, Iron Fist, Luke Cage y Shang-Chi se enfrentan a él en un intento por detenerlo sin violencia. Después de que ocurre una conmoción en otro lugar de su castillo, él ataca al grupo, creyendo que ellos son los responsables.
Misty se une a Paladín, Silver Sable y Shroud para descubrir quién está enmarcando es La Mano por el asesinato de varios mafiosos de Nueva York.
Tras los acontecimientos de la historia de "Shadowland", Misty renueva el concepto de Heroes for Hire al basarse en "control" y utilizar varios héroes de la calle en función de sus poderes y habilidades a cambio de dinero o información. Al final del primer número, se revela que Misty está siendo manipulada por el Amo de las Marionetas. Más tarde, Misty es liberada del control mental con la ayuda de Iron Fist y Paladín. Después de ser liberado, Paladin se acerca a Misty para continuar la operación Amo de las Marionetas establecida en su lugar, pero según sus términos.
Como parte de la iniciativa Marvel NOW!, Misty Knight presenta en el cómic junto a Valkyrie, donde es una de los miembros de los Defensores audaces.
Misty Knight aparece durante la promoción All-New, All-Different Marvel 2015-17 como personaje secundario de Sam Wilson, el nuevo Capitán América, que se siente incómodo ahora que su amigo Steve Rogers recuperó su apodo original. Aunque los dos hombres optan por compartir el nombre, muchos civiles en el Universo Marvel sienten que Sam Wilson no merece el título. Misty lo ayuda a lidiar con sus dudas y se revela que también está en una relación sexual con él. Luego ayuda a borrar los nombres de héroes y villanos femeninos, que fueron víctimas de un escándalo por ver videos sexuales vergonzosos publicados en Internet.
Durante la historia de "Hunt for Wolverine", Misty Knight dejó el NYPD por un motivo desconocido. Daredevil y Nur se acercan a ella y la alistan para ayudar a encontrar a Wolverine después de que su cuerpo desaparezca de su tumba sin marcar. Ella los lleva a un agente de información que ella sabe que resulta ser Cypher. Cuando Nur le entrega un teléfono inteligente, Cypher lo usa y le dice a Daredevil, Misty Knight y Nur sobre los diferentes avistamientos de Wolverine en los últimos sesenta días. Usando un Attlean Security Force Skycharger que fue "prestado" de los Inhumanos, Daredevil, Misty Knight, Nur y Cypher investigan los avistamientos de Wolverine en Manhattan, Phoenix y Chicago. Misty Knight y Nur llegan al McCarthy Medical Institute en Manhattan, donde Jane Foster se inscribió y se enteró de que un hombre sin nombre entregó flores. El video de seguridad reveló que era alguien que se parecía a Wolverine. En Chicago, Misty Knight se entera por un guardia de seguridad que borró una publicación cuando creyó haber visto a Wolverine. Cuando se trataba de Saskatchewan, escucharon que el Ranger Outpost Nine en el Parque Provincial de Meadowlake fue atacado por un hombre con garras. Cuando llegan, Daredevil, Misty Knight y Nur encuentran a los hombres muertos y a las mujeres desaparecidas mientras se dirigen al bosque para investigar. Cuando encuentran a Cypher en el suelo con un corte en la garganta, Nur trabaja para curar a Cypher mientras Daredevil y Misty Knight descubren que el atacante es Albert mientras pelean contra él. Cuando Albert agarra a Daredevil por el cuello y exige saber qué le hizo a Elsie-Dee, Misty Knight combina los ataques de su brazo biónico con el arma de Nur y un láser Cypher recuperado para desactivar a Albert mientras dejan un aviso anónimo para que las autoridades canadienses él arriba. Al regresar a Chicago, Daredevil, Misty Knight y Nur visitan al guardia de seguridad que ella cuestionó nuevamente solo para encontrarlo muerto y una bomba cerca mientras estalla. El brazo cibernético de Misty Knight manifestó un escudo lo suficientemente grande como para protegerla a ella, a Daredevil ya Nur de la explosión. Luego trabajaron para evacuar a aquellos que no podían salir del edificio en llamas. Nur le revela a Misty Knight que sus ojos también funcionan como un flash de cámara cuando analizó el apartamento antes de que explotara. Su análisis reveló que el guardia de seguridad trabajaba para un grupo llamado Soteira, que figuraba como una empresa de gestión de activos. Daredevil, Misty Knight y Nur se dirigen a una de sus oficinas en Chicago, donde el radar de Daredevil detecta a la gente que purga sus discos. Mientras el grupo se estrella por la ventana, Nur sostiene a los trabajadores con una pistola mientras Cypher trabaja para ver si puede detener lo que sea que estén haciendo en la computadora. Misty Knight trabaja para proteger a Cypher que recupera los datos mientras los cuatro escapan del Level 4 Killteam. Cuando Misty Knight pregunta qué hacer a continuación, Daredevil declara que está agradecido por su ayuda, ya que este ya no es un caso de personas desaparecidas. Mientras Nur pregunta qué planea hacer con el disco después de llevarlo a él, Misty Knight y Cypher a Nueva York, Daredevil dice que se lo está entregando a Kitty Pryde mientras le informa quién más está buscando a Wolverine y qué están caminando. dentro. Nur le cuenta a su esposa que lo dejó siguiendo su Terrigenesis y le dice a Misty Knight que espera volver a trabajar con ella. Misty Knight y Cypher regresan a Nueva York, Daredevil dice que se la dará a Kitty Pryde mientras le informa quién más está buscando a Wolverine y en qué se están metiendo. Nur le cuenta a su esposa que lo dejó siguiendo su Terrigenesis y le dice a Misty Knight que espera volver a trabajar con ella. Misty Knight y Cypher regresan a Nueva York, Daredevil dice que se la dará a Kitty Pryde mientras le informa quién más está buscando a Wolverine y en qué se están metiendo. Nur le cuenta a su esposa que lo dejó siguiendo su Terrigenesis y le dice a Misty Knight que espera volver a trabajar con ella.

## Poderes y habilidades
Misty Knight es una combatiente altamente capacitada que, además de su entrenamiento de combate policial, es competente en artes marciales y posee un objetivo casi perfecto con armas de fuego. También es una excelente detective, ya que se graduó en la parte superior de su clase en la academia de policía y obtuvo un título en criminología del John Jay College of Criminal Justice. Su brazo biónico es sobrehumanamente fuerte, y puede golpear un objetivo con una fuerza increíble, o aplastar objetos tan duros como el acero en su agarre similar a una prensa. Sin embargo, dado que el resto de su cuerpo no está potenciado cibernéticamente, no puede levantar objetos más pesados de lo que su espalda, hombros y piernas pueden soportar físicamente. Las ventajas de su brazo como arma se limitan a las fuerzas cinéticas de aplastamiento e impacto.
Su brazo derecho biónico original fue construido de acero, y diseñado por Stark International. Su nuevo brazo fue construido por Industrias Stark y es una aleación de acero, vibranium y diamantes. A corta distancia, puede cortar todos los metales conocidos, incluido el adamantium. También es capaz de generar un campo repulsor anti-gravedad similar a la armadura de Iron Man. También aparentemente puede liberar un rayo concentrado de energía criogénica, que puede cubrir un objetivo en una capa de hielo desde la distancia. Este frío también parece hacer que el objetivo sea mucho más frágil, lo que permite que los materiales por lo demás duraderos se rompan o retuercen cuando se congelan. Iron Man reveló que el brazo también muestra capacidades tecnopáticas, enseñando a Misty cómo controlar una horda de robots. Después de su "embarazo", Danny Rand gastó dinero en características adicionales para el brazo, incluido el magnetismo y una explosión de conmoción.

## Otras versiones

### Era de Apocalipsis
En la realidad de Era de Apocalipsis, Misty fue uno de los muchos 'flatscans' (no mutantes) forzados a la clandestinidad por Apocalipsis. Cuando sus amigos fueron atacados por un Brood, que había venido a la Tierra, Misty escapó con la ayuda de Scott y Alex Summers, solo para morir posteriormente luchando contra los cadáveres reanimados de sus antiguos amigos.

### MC2
En el futuro alternativo del universo MC2, Misty finalmente se estableció y se casó con Iron Fist. Desafortunadamente, en algún momento en el pasado, ella murió de cáncer. Debido a esto, Iron Fist abandonó la lucha contra el crimen y comenzó a vivir como un simple entrenador de artes marciales.

### Ultimate Marvel
La versión Ultimate Marvel Universe de Misty Knight ha aparecido en la serie limitada 2006 Ultimate Extinction, que fue escrita por Warren Ellis y dibujada por Brandon Peterson. Parece tener la misma historia de origen que antes, con un brazo artificial creado por Tony Stark. Mientras investiga a un "Paul Maitreya", un líder de culto que se parece al Silver Surfer, se encuentra con una mujer calva que dispara a Paul y su culto antes de escapar de Misty. Esta mujer parece ser una de un ejército de clones genéticos de Heather Douglas alias Dragón Lunar.
En Ultimate Mystery, Misty Knight aparece como miembro de Roxxon, Brain Trust.

### Casa de M
En la línea de tiempo alternativa de la historia de la Casa de M de 2005, Misty Knight es parte de la resistencia de Luke Cage y muere cuando un Centinela ataca su base y Cloak no puede teletransportarla. En el pasado, se reveló que Misty fue ubicada originalmente en los Vengadores de Luke Cage como un espía del NYPD que operaba bajo John Proudstar, pero desertó a los Vengadores después de rechazar la orden de Proudstar de matar a Cage. Misty finalmente se convirtió en la amante de Luke, después de que haya pasado un tiempo desde que el Taskmaster provocó el asesinato de Tigra. Fue Misty quien se dio cuenta de que los Vengadores de Luke inspiraban a los no mutantes para luchar por sus derechos como "Sapien" y trató de convencer a Cage para que pensara más allá de proteger a Sapien Town.

### newuniversal
En newuniversal: Shockfront # 1, Knight aparece como un detective asignado para detener a John Tensen. Ella se asoció con Jean DeWolff.

### Tierra-13584
En la dimensión de bolsillo de A.I.M. de Tierra-13584, Misty Knight aparece como miembro de la pandilla de Spider-Man.

## Apariciones en otros medios

### Televisión
- Misty Knight aparece en The Super Hero Squad Show en el episodio "A Brat Walks Among Us" con la voz de Tamera Mowry,[61] donde se muestra como un miembro de "Heroes for Hire" junto a Iron Fist y Luke Cage. Ella aparece como un miembro de los Héroes de alquiler y se alista con el escuadrón de superhéroes para ayudar a encontrar al padre de Brynnie Bratton.
- En el Universo cinematográfico de Marvel de espectáculos en Netflix, Misty Knight es interpretada por Simone Missick.[62] Esta versión del personaje es una detective en el 29 ° precinto en Harlem. No se sabe mucho sobre su historia de fondo, pero su padre conocía a Henry "Pop" Hunter, un gánster reformado que dirige una barbería local. También es una hábil jugadora de baloncesto y jugó en el equipo de baloncesto femenino de la Universidad de Temple. Un verano, su prima fue violada y asesinada a plena luz del día, lo que inspiró a Misty a convertirse en agente de policía.
  - Misty Knight hizo su primera aparición en una serie de acción en vivo en la serie Luke Cage. Está asociada con Rafael Scarfe, del que no tiene conocimiento de que está trabajando secretamente para Cornell "Cottonmouth" Stokes.[63] Ella es conocida por sus colegas por su tendencia a visualizar la escena del crimen a través de la visualización de fotos.[64] A medida que avanza la temporada, ella trata de dar a conocer los múltiples crímenes de Cottonmouth, Diamondback, Shades y la concejala Mariah Dillard mientras trata de averiguar la identidad de Luke y su conexión con la totalidad de sus acciones. Después de matar a Scarfe tratando de sacudir a Cottonmouth, Misty es reasignada para trabajar bajo la inspectora Priscilla Ridley. Ella expresa su aversión por el sistema cerca del final de la primera temporada.[65] Durante una situación de rehenes en el paraíso de Harlem, Diamondback le dispara en el brazo derecho y Claire Temple le advierte que el brazo podría tener que ser amputado si no recibe tratamiento adicional,[66] pero se recupera.[67] Al final de la temporada 1, Misty va encubierto en el Paraíso de Harlem para encontrar cualquier cosa que exponga las actividades ilegales de Mariah Dillard y Shades.[68]
  - Misty Knight aparece en Los Defensores.[69] Ella ha sido promovida a una fuerza de tarea de toda la ciudad que investiga crímenes cometidos por La Mano. Cuando Luke regresa a Harlem después de que Foggy Nelson recibe los cargos en su contra, Misty lo busca y le informa que alguien está reclutando jóvenes en Harlem en un misterioso trabajo bien remunerado y es asesinado. El misterioso empleador acaba de matar a uno de los hermanos de Candace, y Misty quiere que Luke hable con el hermano de Candace, Cole, para que su madre no pierda a su último hijo.[70] Más tarde, cuando Jessica Jones descubre un alijo de explosivos en un apartamento de buceo alquilado por John Raymond, Misty es llamada para investigar, y atrapa a Jessica robando pruebas de la escena del crimen. Poco después, Raymond, quien fue forzado a trabajar para La Mano, se suicida en el apartamento de Jessica cuando Elektra lo rastrea y trata de matarlo. Jessica persigue a Elektra fuera del edificio, pero la pierde, y luego es arrestada por Misty. Misty intenta interrogar a Jessica sobre lo sucedido, pero Matt Murdock es enviado por Foggy para sacarla de apuros.[71] Cuando la Mano comienza a amenazar a los seres queridos de los héroes, Luke convence a Misty de que use su recinto para esconder a sus seres queridos, incluidos Claire Temple, Malcolm Ducasse y Trish Walker, Colleen Wing, Karen Page y Foggy.[72] Cuando Elektra ataca a los héroes en un teatro abandonado, mata a Stick y secuestra a Danny, Misty y Capitám Strieber (Ron Simons) traen a Matt, Luke y Jessica para interrogarlos, pero los tres son reacios a cooperar debido a la falta de voluntad de pon a Misty en peligro y escapa después de que Foggy traiga el traje de Daredevil de Matt al recinto. Cuando Colleen roba los explosivos de Raymond de la evidencia para terminar sus planes de volar el Midland Circle, Claire y Misty la siguen allí, y Matt, Jessica y Luke la convencen para que detenga a los policías mientras le quitan la Mano.[73] Mientras Matt, Jessica, Luke y Danny pelean con Madame Gao, Elektra y Murakami en el hoyo debajo de Midland Circle, Misty se queda arriba ayudando a Colleen y Claire a pelear contra Bakuto, y su brazo derecho es cortado por debajo del codo cuando ella se zambulle para detener a Bakuto de decapitar a Claire. Colleen luego visita a Misty en el hospital para decirle que Danny ha arreglado que reciba un nuevo brazo biónico.[74]
  - Misty sigue siendo la coprotagonista femenina en la segunda temporada de Luke Cage. Ella todavía está en terapia, ajustándose a la vida sin su brazo.[75] Cuando regresa al trabajo, también se ve objeto de burlas por parte de sus compañeros de trabajo y otros delincuentes, especialmente la detective rival Nandi Tyler. Después de algunas palabras de sabiduría de Colleen,[76] Misty acepta equiparse con un nuevo brazo hecho a medida para ella por Empresas Rand. A pesar de los múltiples intentos de detener sus metas, Misty reanuda la investigación de Mariah y Shades, tratando de derrotarlos. Ella también tiene que lidiar con Dontrell "Cockroach" Hamilton, un abusador doméstico y asesino que ella y Scarfe guardaron, que acaba de ser liberado a causa de su convicción de ser anulada. Cuando Cockroach demanda a Luke por agredirlo, Misty considera plantar una bala de Judas en su apartamento, pero reconsidera en el último minuto después de que encuentra a Cockroach asesinado por Bushmaster.[77] Decide renunciar en desgracia, entregando su insignia al capitán Thomas Ridenhour,[78] pero regresa a su puesto después de que Ridenhour y Comanche son asesinados.[79] Mientras una guerra de pandillas estalla entre Mariah y Bushmaster, Misty y Luke trabajan juntos para luchar contra la pandilla de Bushmaster.[80] Mientras ella finalmente puede arrestar a Mariah,[81] se le niega la satisfacción de que Mariah vaya a prisión gracias a que Tilda la envenenó en la cárcel. Sin embargo, Misty puede arrestar a Shades por matar a Candace y Comanche.[82]
  - Misty aparece nuevamente en la segunda temporada de Iron Fist. Donde aparece para ayudar a Danny y Colleen acerca de los malvados planes de Davos. Después que ella y Colleen rescatan a Danny de unos jóvenes delincuentes, descubre que Danny le fue arrebatado el poder del Iron Fist por Davos, y también captura e interroga a Mary Walker y Joy Meachum, hermana de Ward Meachum, quienes estuvieron involucradas con Davos acerca de un ritual y descubre pistas sobre los asesinatos que Davos hizo contra los criminales en Nueva York con el poder de Rand. Descubre un antiguo pergamino que ayudará a Danny en recuperar la transferencia de su poder a manos de Davos. Ayuda a Colleen en traer a su equipo de policías en arrestar a los jóvenes delincuentes, los mismos quienes tenían a Danny, que Davos reclutó, y son llevados a la custodia sabiendo que uno de ellos los traicionó y fue asesinado y que esos chicos ya no serán un peligro nunca más. Luego de ayudar a Ward y Walker en salvar a Joy, quién fue herida por Davos, Misty es encerrada por Walker para encargarse de matar a Davos. Al liberarse, ayuda a Danny en enfrentar a Walker y derrotarla calmándola con el ruido del agua, pero al final su brazo biónico sufre daños. Después de que Danny y Colleen derrotan a Davos, Misty se encarga de llevarlo a la policía bajo su custodia, y diciendo que puede reparar su brazo haciéndole mejoras.
  - Misty es mencionada en el episodio de Cloak & Dagger, "Ghost Stories", por Brigid O'Reilly. Se dice que fueron amigas.

### Videojuegos
- Misty Knight aparece en el final de Iron Fist en Ultimate Marvel vs Capcom 3 como miembro de "Heroes for Hire".

- Aparece como personaje desbloqueable en el juego de Facebook Marvel Avengers Alliance al ganar el torneo de JCJ.[83]
- Misty Knight aparece en Marvel Heroes, con la voz de Cynthia McWilliams.[84] Ella es una de los Héroes de alquiler que Luke Cage puede invocar en el juego.
- Varias tarjetas de Misty Knight se presentan en Marvel: War of Heroes, un juego de rol de cartas coleccionables para dispositivos móviles.
- Misty Knight es un personaje desbloqueable en Marvel Avengers Academy, con la voz de Cenophia Mitchell.
- Misty Knight es un personaje desbloqueable en Marvel Future Fight.[85]
- Misty Knight aparece como un personaje jugable en Lego Marvel Super Heroes 2.[86]